# Coast to Coast (1987)
Coast to Coast é um filme britânico dirigido por Sandy Johnson e lançado em 1987.